# Ústrašice
Ústrašice (v místním nářečí Oustrašice, německy Austraschitz) jsou obec v okrese Tábor v Jihočeském kraji. Leží přibližně devět kilometrů jižně od Tábora a protéká jimi Maršovský potok. V obci žije 404 obyvatel.

## Historie
První písemná zmínka o obci pochází z roku 1405. Roku 1630 byla připojena k bechyňskému panství, pak patřily Lobkovicům a Hozlauerům.

## Obyvatelstvo
| Rok            | 1869 | 1880 | 1890 | 1900 | 1910 | 1921 | 1930 | 1950 | 1961 | 1970 | 1980 | 1991 | 2001 | 2011 | 2021 |
| -------------- | ---- | ---- | ---- | ---- | ---- | ---- | ---- | ---- | ---- | ---- | ---- | ---- | ---- | ---- | ---- |
| Počet obyvatel | 297  | 292  | 297  | 303  | 269  | 253  | 246  | 196  | 228  | 241  | 207  | 206  | 199  | 333  | 386  |
| Počet domů     | 33   | 36   | 38   | 40   | 43   | 44   | 50   | 55   | 55   | 57   | 57   | 71   | 78   | 125  | 151  |

## Obecní správa
Mezi lety 1850–1975 byly Ústrašice obcí v okrese Tábor. Od 1. ledna 1976 do 23. listopadu 1990 patřily jako část obce k Želči a od 24. listopadu 1990 jsou opět samostatnou obcí. V letech 1850–1879 k obci patřil Zhoř u Tábora.

## Pamětihodnosti
- Venkovská usedlost čp. 6
- Kaplička nedaleko čp. 29
- Výklenková kaplička v severní části obce